# Angel Tompkins
Angel Tompkins (Albany, 20 dicembre 1942) è un'attrice statunitense, nota per i ruoli da protagonista nelle pellicole Professoressa facciamo l'amore e I Love My Wife e per aver ricevuto una candidatura ai Golden Globe 1971.

## Filmografia parziale

### Cinema
- I Love My Wife (1970)
- Arma da taglio (1972)
- Professoressa facciamo l'amore (1974)

### Televisione
- Charlie's Angels – serie TV, episodio 2x15 (1977)
- Tre cuori in affitto (Three's Company) – serie TV, episodio 3x04 (1978)

## Riconoscimenti
- Golden Globe 1971
  - Candidatura per la miglior attrice esordiente per I Love My Wife